# Municipio de Senaki
El municipio de Senaki (en georgiano: სენაკის მუნიციპალიტეტი) es un municipio de Georgia perteneciente a la región de Mingrelia-Alta Esvanetia. El área total del municipio es 521 kilómetros cuadrados (201 mi²) y su centro administrativo es la ciudad de Senaki. La población era 39.652, según el censo de 2014.

## Geografía
El municipio de Senaki limita al norte con el municipio de Chjorotsku, al noreste con el municipio de Martvili, al sur con el municipio de Lanchjuti, al sureste con el municipio de Abasha y al oeste con el municipio de Jobi. El territorio del municipio es de 520,7 kilómetros cuadrados. El territorio del municipio de Senaki incluye las tierras bajas y las estribaciones de Kolkheti. La zona montañosa del piedemonte está cubierta de bosques. El municipio de Senaki cae desde Rionipireti y se extiende en ambas laderas de la montaña Unagira.
El territorio de Senaki se divide en partes norte y sur según la peculiaridad del relieve. La parte norte está ocupada por colinas y crestas. La altura media de la montaña Eki es de 270 m sobre el nivel del mar. Al norte y al oeste, el monte Eki está dividido por el río. Por el frío y sus afluentes en serafines y cerros. Cerca de la ciudad se encuentran las montañas de Shjepi, Kikachona, Jabazeti, Ziskhiri, Sajarbedio y Sakir, la montaña Shushania (los habitantes la llaman la montaña de la isla) y otras.
En lugares construidos con piedra caliza y tiza, los ríos y torrentes junto con las formas de relieve enumeradas formaron profundos barrancos y valles.
La parte sur del municipio es una parte importante de las tierras bajas de Koljeti. La altura máxima de las tierras bajas es de más de 30 m. Se eleva hacia el norte y termina en el borde sur de las colinas Eki, Sjepi y Nokalakevi.
La diversidad del terreno y la humedad del aire contribuyen a la frecuencia de la red fluvial. El municipio de Senaki es rico en aguas subterráneas, entre las que destacan los manantiales de agua dulce mineral y kárstica. Los manantiales minerales termales se encuentran en Sajarbedio, Ledzadzame, Zana, Nokalakevi, Potsjo, Ajalsopeli y en otros lugares.

### Clima
El clima del municipio es subtropical húmedo con inviernos cálidos y veranos calurosos. La temperatura media anual del aire es de 13,8 °C. La temperatura media del mes más frío del año, enero, es de 4,9 °C, y la del mes más cálido, agosto, es de 23 °C. La precipitación media anual es de 1620 mm, de las cuales la máxima es en septiembre y la mínima en enero.

## Historia
El distrito de Senakskiy se formó en 1929 como parte del distrito de Senakskiy, y desde 1930 estuvo directamente subordinado a la RSS de Georgia. El 8 de junio de 1935, pasó a llamarse distrito de Mija-Tsjakaevsky (y desde 1939, distrito de Tsjakaevsky). En 1951-1953 formó parte de la región de Kutaisi y recuperó el nombre de Senaki en 1990. 

## Política
La asamblea municipal de Senaki (en georgiano: სენაკის საკრებულო) es un órgano representativo en el municipio de Senaki, que consta de 33 miembros que se eligen cada cuatro años. La última elección se llevó a cabo en octubre de 2021. Vajtang Gadelia del Sueño Georgiano (SG) fue elegido alcalde después de una segunda vuelta contra el candidato del Movimiento Nacional Unido (MNU).
| Partido político | Partido político                    | 2017 | 2021 |
| ---------------- | ----------------------------------- | ---- | ---- |
|                  | Sueño Georgiano                     | 26   | 16   |
|                  | Movimiento Nacional Unido           | 4    | 13   |
|                  | Para Georgia                        |      | 4    |
|                  | Georgia Europea                     | 2    |      |
|                  | Alianza de los Patriotas de Georgia | 1    |      |
| Total            | Total                               | 33   | 33   |

## División administrativa
El municipio consta de 14 comunidades administrativas (temi) con un total de 63 aldeas. Hay una ciudad, Senaki. 
Entre los 58 pueblos del municipio de Senaki se encuentran: Ajalsopeli, Gedjeti, Eki, Zani, Zemo Chaladidi, Teklati, Ledzadzame, Mendji, Nosiri, Nokalakevi, Ushapati, Potsjo, Dzveli Senaki, Jorshi.

## Demografía
El municipio de Senaki ha tenido una disminución de población desde los años 90, teniendo hoy sólo dos tercios de los habitantes de entonces. 
| Población del municipio de Senaki                                      | Población del municipio de Senaki | Población del municipio de Senaki | Población del municipio de Senaki | Población del municipio de Senaki | Población del municipio de Senaki | Población del municipio de Senaki | Población del municipio de Senaki | Población del municipio de Senaki | Población del municipio de Senaki | Población del municipio de Senaki | Población del municipio de Senaki |
|                                                                        | 1897                              | 1922                              | 1926                              | 1939                              | 1959                              | 1970                              | 1979                              | 1989                              | 2002                              | 2014                              | 2021                              |
| ---------------------------------------------------------------------- | --------------------------------- | --------------------------------- | --------------------------------- | --------------------------------- | --------------------------------- | --------------------------------- | --------------------------------- | --------------------------------- | --------------------------------- | --------------------------------- | --------------------------------- |
| Municipio de Senaki                                                    | -                                 | -                                 | -                                 | 46 797                            | 47 553                            | 50 336                            | 50 774                            | 52 681                            | 52 112                            | 39 652                            | 34 300                            |
| Ciudad de Senaki                                                       | -                                 | -                                 | -                                 | 12 120                            | 17 907                            | -                                 | -                                 | 28 938                            | 28 082                            | 21 596                            |                                   |
| Datos: Estadística de población de Georgia desde 1897 hasta hoy. Nota: |                                   |                                   |                                   |                                   |                                   |                                   |                                   |                                   |                                   |                                   |                                   |

La población está compuesta por un 99,6% de georgianos, principalmente mingrelianos. Hay unos pocos cientos de rusos (0,15%) y un número menor de minorías étnicas como armenios, ucranianos, asirios, azeríes y griegos.
|              | 1939      | 1939       | 1959      | 1959       | 2002      | 2002       | 2014      | 2014       |
| Grupo étnico | Población | Porcentaje | Población | Porcentaje | Población | Porcentaje | Población | Porcentaje |
| ------------ | --------- | ---------- | --------- | ---------- | --------- | ---------- | --------- | ---------- |
| Georgianos   | 43 390    | 92,7%      | 42 296    | 88,9%      | 51 532    | 98,89%     | 39 476    | 99,56%     |
| Rusos        | 2537      | 5,4%       | 2961      | 6,2%       | 263       | 0,50%      | 59        | 0,15%      |
| Ucranianos   | 2537      | 5,4%       | 447       | 0,9%       | 41        | 0,08%      | 25        | 0,06%      |
| Armenios     | 149       | 0,3%       | 405       | 0,9%       | 92        | 0,18%      | 39        | 0,10%      |
| Abjasios     | -         | -          | -         | -          | 36        | 0,07%      | -         | -          |
| Osetios      | 22        | 0,1%       | 34        | 0,1%       | 19        | 0,04%      | 5         | 0,02%      |
| Azeríes      | 5         | 0,1%       | 237       | 0,5%       | 10        | 0,02%      | 9         | 0,02%      |
| Asirios      | 48        | 0,1%       | -         | -          | -         | -          | 23        | 0,06%      |
| Griegos      | 56        | 0,1%       | 16        | 0,1%       | -         | -          | 5         | 0,01%      |
| Judíos       | 405       | 0,9%       | 43        | 0,1%       | -         | -          | -         | -          |
| Alemanes     | 36        | 0,1%       | -         | -          | -         | -          | -         | -          |
| Otros        | -         | -          | -         | -          | -         | -          | 16        | 0,04%      |
| Total        | 46 797    | 100%       | 47 553    | 100%       | 52 112    | 100%       | 39 652    | 100%       |

## Infraestructura

### Arquitectura, monumentos y lugares de interés
El principal atractivo son las ruinas de la ciudad-fortaleza de Nokalakevi. En Senaki hay numerosas fortalezas como la fortaleza de Eki, la fortaleza de Kotianeti, la fortaleza de Menji, la fortaleza de Sakalandarishvili, la deShjepi o la de Skuri.
También hay monumentos religiosos de importancia como la iglesia Pentecostal de Nokalakevi.

## Galería

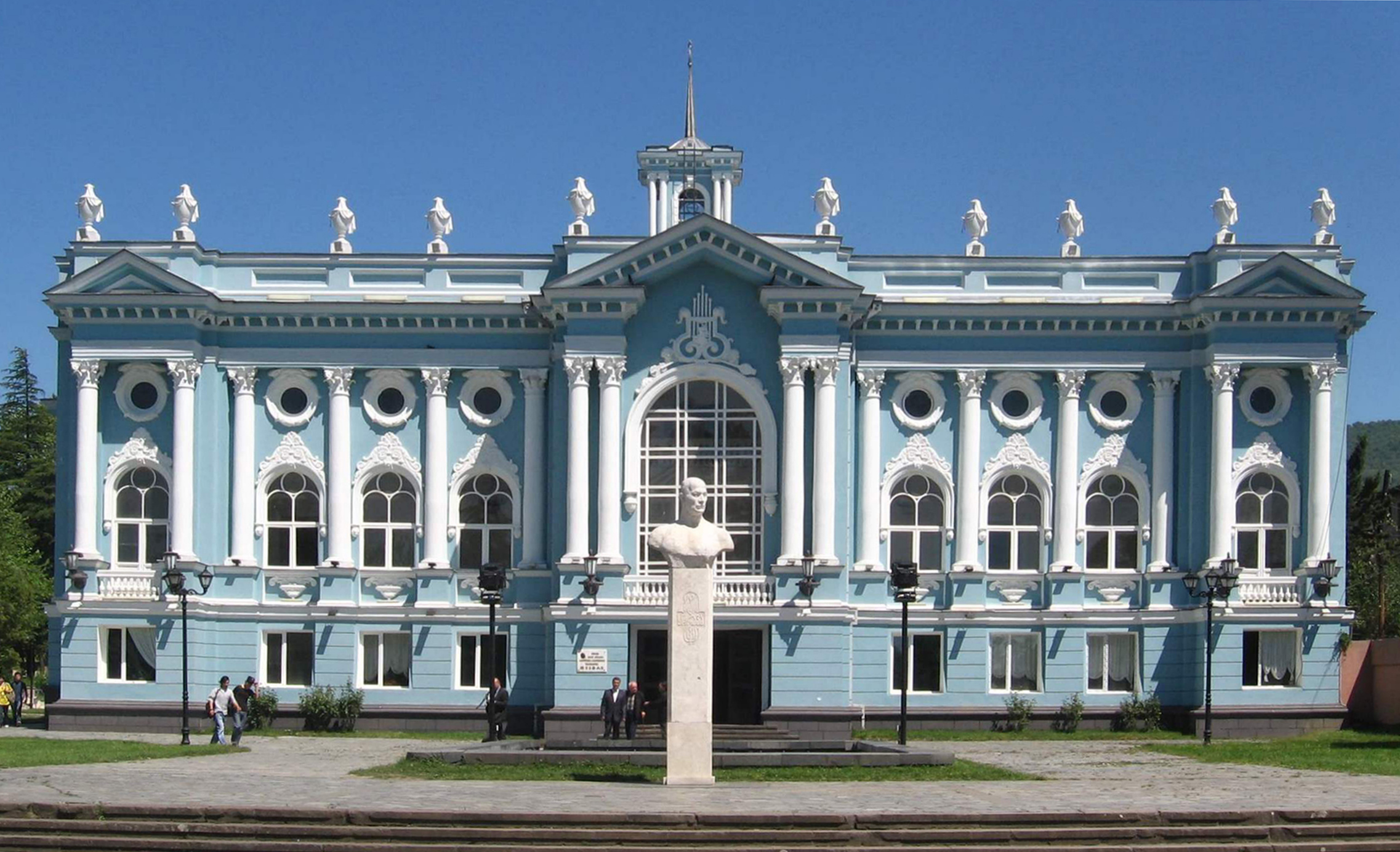
Teatro de Senaki
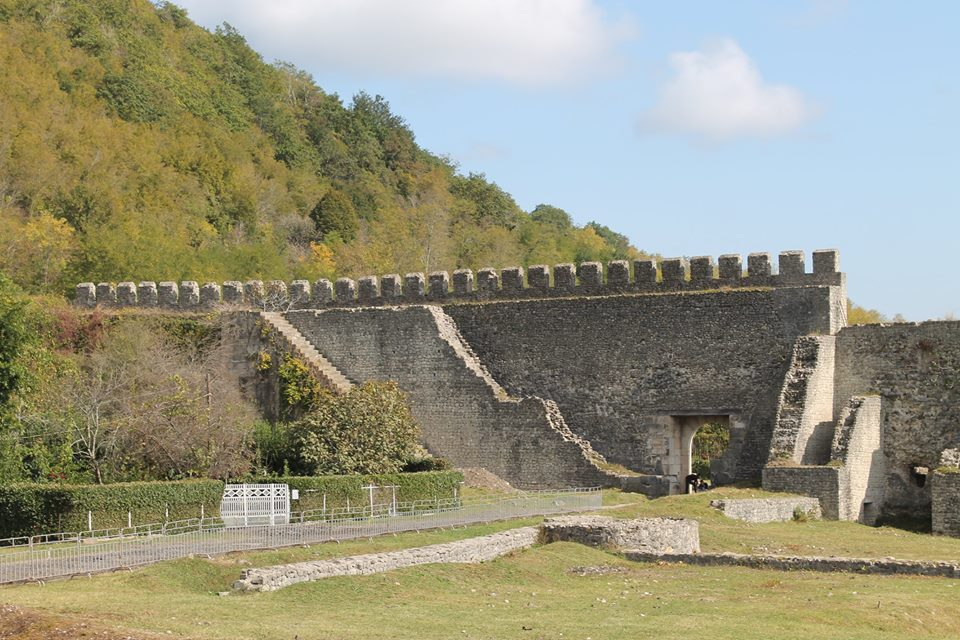
Nokalakevi
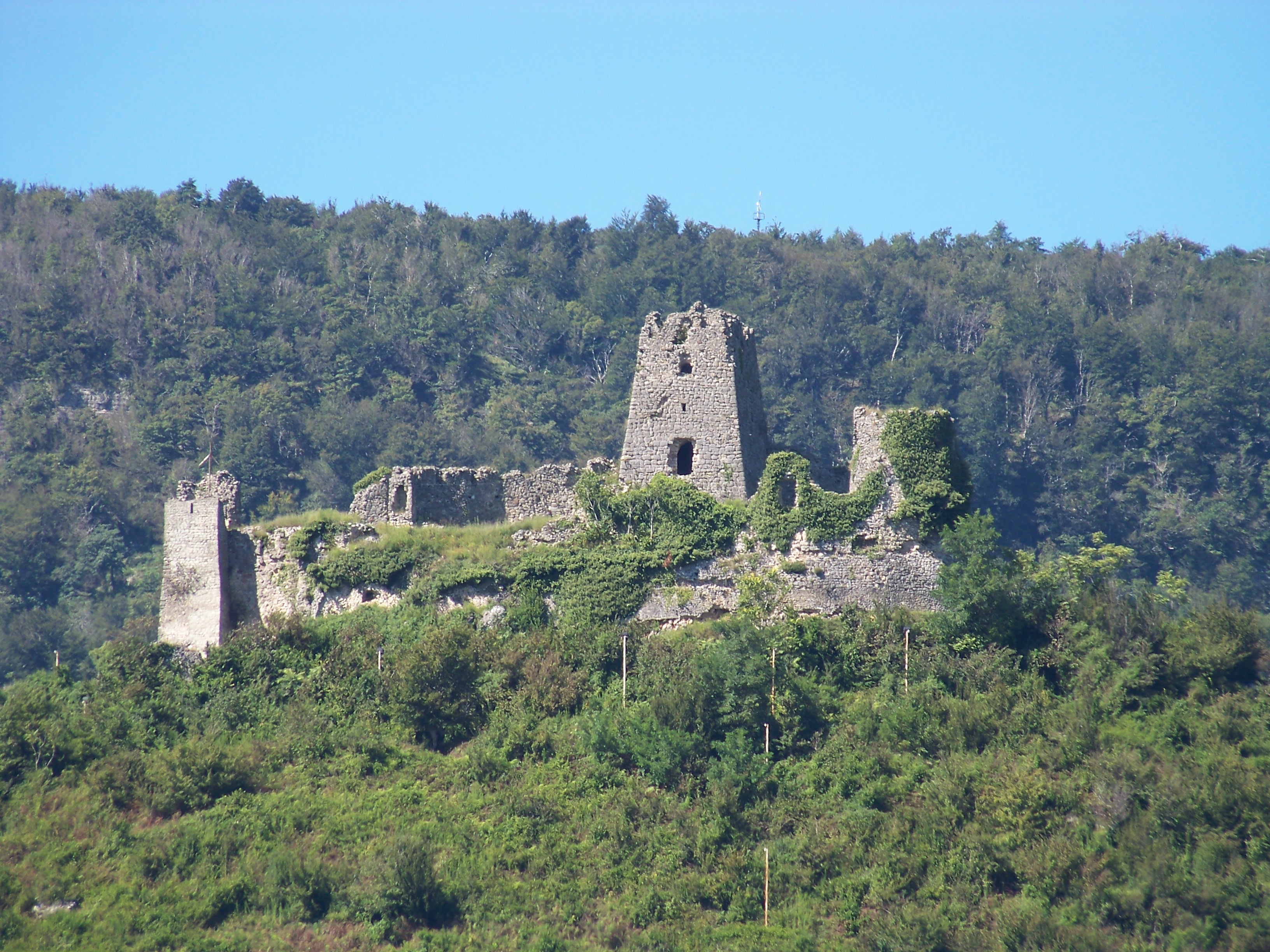
Fortaleza de Shjepi
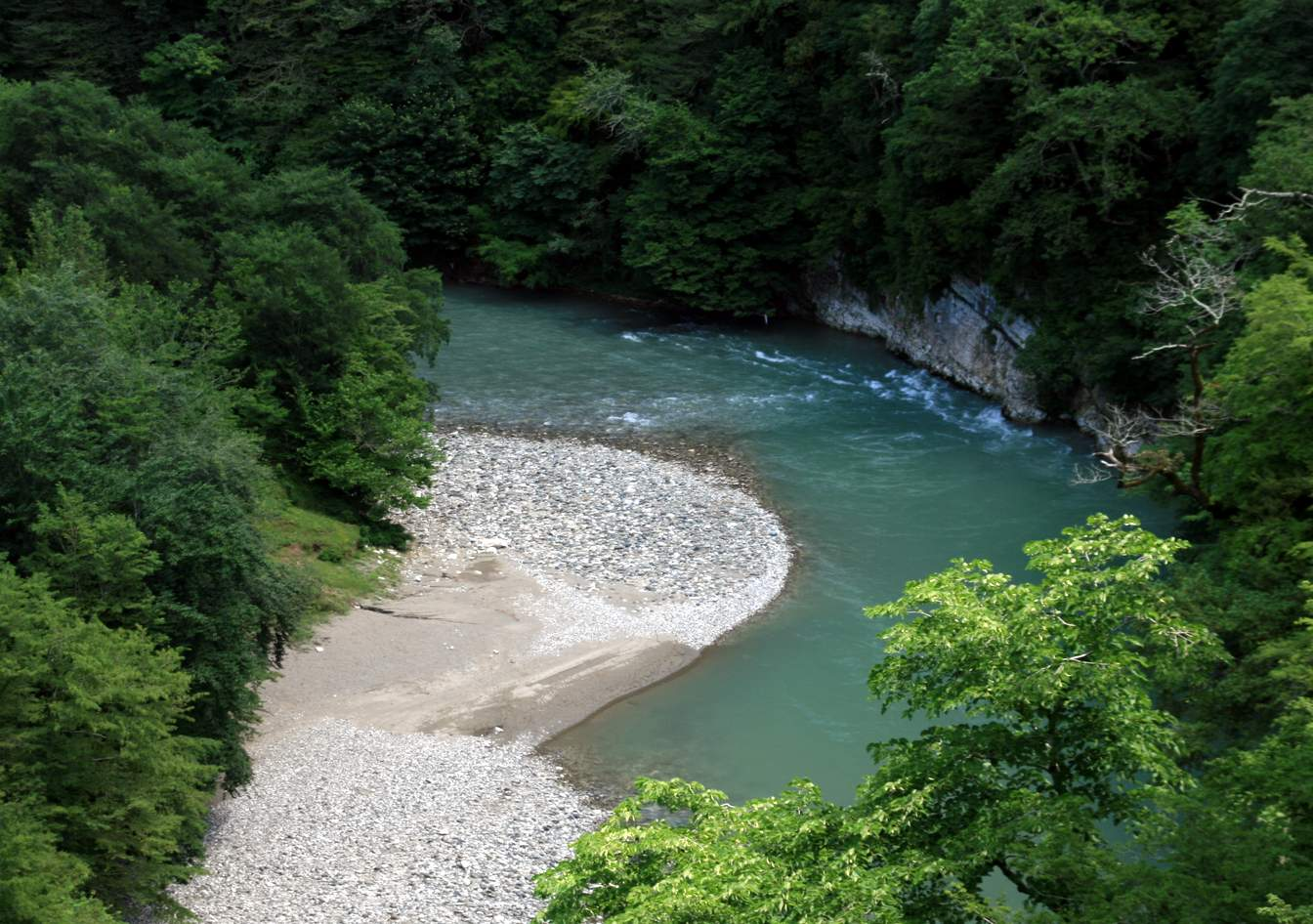
Río Tejuri a su paso por Nokalakevi

## Municipios y ciudades hermanadas
- Rakvere, Estonia
- Bila Tserkva, Ucrania[14]